# Скадовский район
Скадо́вский райо́н (укр. Скадовський район) расположен в юго-западной части Херсонской области. С 24 февраля 2022 года оккупирован в ходе вторжения России на Украину.

## География
Граничит на севере — с Херсонским районом, на востоке — с Каховским, на западе — с Николаевским районом Николаевской области. На юге омывается водами Чёрного моря.
Район ассоциируется с центром курортной зоны Херсонщины. Сам райцентр расположен на берегу Джарылгачского залива, воды которого благоприятны для оздоровления детей.
Нежные морские волны, щедрое южное солнце, экологически чистые продукты создают чудеса. Летом тысячи детей из всей Украины и из-за границы набираются сил. Стало популярным проведение Всеукраинского детского благотворительного фестиваля «Черноморские игры», на котором проявляют себя новые юные таланты.
Крупным центром отдыха является пгт Лазурное.
В состав района входит крупнейший остров Украины — Джарылгач, площадью 62 км², на территории которого расположен Джарылгачский национальный природный парк, созданный в 2009 году.

## Население
Численность населения района в укрупнённых границах — 127,0 тыс. человек.
Численность населения района в границах до 17 июля 2020 года по состоянию на 1 января 2020 года — 46 043 человек, из них городского населения — 20 747 человек, сельского — 25 296 человек.

## Административное деление
Район в укрупнённых границах с 17 июля 2020 года делится на 9 территориальных общин (громад), в том числе 2 городские, 3 поселковые и 4 сельские общины (в скобках — их административные центры):
- Городские:
  - Скадовская городская община (город Скадовск),
  - Голопристанская городская община (город Голая Пристань);
- Поселковые:
  - Каланчакская поселковая община (посёлок Каланчак),
  - Лазурненская поселковая община (посёлок Лазурное),
  - Мирненская поселковая община (посёлок Мирное);
- Сельские:
  - Бехтерская сельская община (село Бехтери),
  - Долматовская сельская община (село Долматовка),
  - Новониколаевская сельская община (село Новониколаевка),
  - Чулаковская сельская община (село Чулаковка).

## История
Район образован в составе Херсонского округа УССР 7 марта 1923 года. В 1932 году вошёл в состав Одесской области. В 1937 передан в состав Николаевской области. В 1944 году стал частью Херсонской области.
17 июля 2020 года в результате административно-территориальной реформы район был укрупнён, в его состав вошли территории:
- Скадовского района,
- Голопристанского района,
- Каланчакского района,
- а также города областного значения Голая Пристань.

С 24 февраля 2022 года оккупирован в ходе вторжения России на Украину. По данным Херсонской областной госадминистрации, 24 февраля 2022 в ходе вторжения России на Украину район оккупирован российской армией.

## Экономика
В районе уделяется много внимания развитию туристическо-оздоровительного комплекса, для этого создаётся соответствующая современная инфраструктура. Причерноморская береговая зона охватывает более 70 километров. Санатории, пансионаты, детские оздоровительные учреждения, базы отдыха, туристические базы каждый год принимают на лечение и отдых до 100 тысяч человек.
Ведущая отрасль в районе — сельскохозяйственное производство. Хорошо развито земледелие зернового направления, животноводство мясо-молочного направления. Это позволяет обеспечить район своими собственными экологически чистыми продуктами. Выращиванию стабильных урожаев способствует Краснознаменский канал — ответвление Северо-Крымского канала.
Важным транспортным центром является Скадовский морской торговый порт, имеющий паромную переправу с турецким городом Зонгулдак.